# Долговець Сергій Дмитрович
Долговець Сергій Дмитрович (27 травня 1911 року, Конотоп — 24 жовтня 1991 року, Запоріжжя) — радянський військовослужбовець, командир розрахунку 646-го стрілецького полку 152-ї стрілецької дивізії 28-ї армії 1-го Білоруського фронту, сержант; 3-го Білоруського фронту; 1-го Українського фронту, старший сержант. Повний кавалер ордена Слави.

## Біографія
Народився 27 травня 1911 року в місті Конотоп у сім'ї робітника. Закінчив 5 класів у 1927 році. Працював токарем Конотопського паровозоремонтного заводу, пізніше - Запорізького райпромкомбінату.
З 1933 по 1936 роки служив у Червоній Армії.
Призваний у червні 1941 року. Служив командиром розрахунку 646-го стрілецького полку 152-ї стрілецької дивізії 28-ї армії 1-го Білоруського фронту,
26 травня 1945 року нагороджений орденом Славы 2 ступеню. 27 лютого 1958 року перенагороджений орденом Славы 1 ступеню.
Демобілізований у жовтні 1946 року. Після демобілізації мешкав в місті Запоріжжя. Працював токарем на Запорізькому дослідно-експериментальному заводі. Нагороджений орденом Вітчизняної війни 1 ступеню та іншими медалями. 
Помер 24 жовтня 1991 року.